# The Podium (Sportkomplex)
The Podium ist eine im Bau befindliche Mehrzweckhalle in der US-amerikanischen Großstadt Spokane im Bundesstaat Washington. Die Fertigstellung ist für den Herbst 2021 geplant. Der Neubau soll die Lücke füllen zwischen der Spokane Veterans Memorial Arena, die für größere Zuschauerveranstaltungen ausgelegt ist, und dem Spokane Convention Center, welches für viele andere Veranstaltungen als Sport genutzt werden kann. Wenn die Halle nicht für Meisterschaftsveranstaltungen genutzt wird, bietet sie den nötigen Platz für lokale Sportprogramme sowie für eine breite Palette von nichtsportlichen Gemeinschaftsveranstaltungen und Versammlungen. Das Gebäude gehört dem Spokane Public Facilities District (SPFD) und ist auf einem von der Parkverwaltung der Stadt Spokane gepachteten Grundstück erbaut. Der SPFD entschied sich für den Namen „The Podium“ aufgrund der Lage der Sportstätte und der aufstrebenden Symbolik, die Bezeichnungen wie Arena oder Kolosseum oder Sportkomplex nicht verkörpern. Die Grundsteinlegung fand am 11. Dezember 2019 statt.

## Geografische Lage
Der Sportkomplex liegt im Stadtzentrum von Spokane auf einem ca. 4,5 m hohen Basaltvorsprung mit Blick auf die Innenstadt nördlich des Riverfront Park, einem ehemaligen Expo-Gelände, am Ufer des Spokane River. In der Nähe befinden sich die Spokane Veterans Memorial Arena und das Spokane Convention Center. Der Spokane International Airport ist 13 Kilometer entfernt, während Hotels, Restaurants und Unterhaltungsmöglichkeiten in wenigen Gehminuten zu erreichen sind.

## Ausstattung
Die gesamte Anlage ist 135.000 Quadratfuß (ca. 12.500 m²) groß, einschließlich Gastronomie und Aussichtsbereich, Verkaufs- und Büroflächen, Medienzentrum, Sanitäts- und Trainingsräumen sowie Trainingsbereichen. Die Wettkampffläche bemisst sich auf 75.000 Quadratfuß (ca. 7000 m²). Die Halle soll mindestens 3500 Zuschauer fassen können, geplant sind 3000 befestigte und 1000 transportable Sitze.
Kernstück ist eine sechsspurige, 200 Meter lange Ovalbahn mit einer hydraulisch versenkbaren, überhöhten Kurvenstrecke. Der Neigungswinkel beträgt zwölf Grad, der Radius 19,30 m und die Bahnen sind 1,07 m breit.
Die 60-Meter-Sprintgerade hat acht 1,22 m breite Spuren/Laufbahnen. Die 60-Meter-Aufwärmstrecke hat vier ebensobreite Spuren.
Für den Weit-, Drei- und Stabhochsprung gibt es 40 Meter lange Anlaufbahnen. 21 Meter Anlauf stehen beim Hochsprung zur Verfügung. Der Landesektor beim Gewichtweitwurf hat 100 Grad und der beim Kugelstoßen 80 Grad.
Es gibt Platz für 16 Volleyballplätze und neun Basketballplätze in voller Größe sowie 21 Ringer-Matten.

## Finanzen
Die Kosten des Baus wurden auf $US 53 Millionen geschätzt und dass jährlich über 25.000 Besucher zusätzliche $US 33 Millionen an direkten Tourismusausgaben generieren, woraus $US 1,7 Millionen an zusätzlichen Steuereinnahmen resultieren würden. An der Finanzierung waren der Spokane Public Facilities District (SPFD), der Staat Washington, die Stadt Spokane, der Bezirk Spokane, die Spokane Parks und die Hotel/Motel Association beteiligt. Aufgebracht wurden die Finanzmittel durch die Nutzung eines bestehenden staatlichen Umsatzsteuerrabatts, der Beherbergungssteuer, aus Anleihen, die vom Spokane County verkauft wurden, Reservemitteln des Public Facilities District und anderen Mitteln der Stadt Spokane. Da es ich um ein öffentliches Projekt handelte, konnten die Arbeiten während der COVID-19-Pandemie, im Unterschied zu einigen privaten Projekten, die staatlichen Beschränkungen unterworfen wurden, in Gang gehalten werden und so eine Kostenexplosion oder eine Ausstattungsreduzierung verhindert werden.